# 김효진, 양상국의 12시에 만나요
김효진, 양상국의 12시에 만나요는 TBN 교통방송에서 평일 낮 12시 5분부터 1시 55분까지 방송된 라디오 오락, 음악 프로그램이다.

## 프로그램 소개
- 모두가 기다리는 달콤한 점심시간부터 나른함이 온 몸을 감싸는 오후 2시까지 김효진, 양상국이 흥겨운 가요와 함께 운전자들에게 신속하고 생생한 교통정보를 전달해드립니다. 거기에 더하여 다양한 생활정보를 제공하고 유쾌한 꽁트로, 행복한 점심시간의 동반자가 되고자함.

## 코너소개

### 매일 코너
- 점심뭐먹지? - 매일 코너 : 점심 뭐 먹지?-청취자 전화 : 청취자에게 점심 메뉴를 추천받고, 그 중 2MC가 가장 마음에 드는 메뉴 선정. 추천해준 청취자와 각각 전화 통화한 후, 청취자 투표를 진행해서 오늘의 점심 메뉴를 결정한다.

## 요일 코너

### 월요일
- 라떼는 말이야~-청취자 전화+문자 : 내 전성기였던 리즈 시절, 한 번쯤은 돌아가고 싶은 그 시절의 나는 그렇게나 멋있었더랬었다!
- 김유진 칼럼리스트의 월요 미식회 : 맛칼럼리스트 김유진이 전하는 친숙한 음식에 담긴 맛과 멋, 역사와 철학까지 톺아본다.

### 화요일
- 가요 퀴즈-청취자 문자 : 청취자 문자 제작진이 준비한 단계별 힌트를 듣고 청취자들이 정답을 찾아가는 본격 밀당 가요퀴즈!
- 나의 입덕송 : 내 최애가수에게 꽂히게 된 노래와, 그에 얽힌 사연 소개.

### 수요일
- 우리끼리 대나무숲 : 식후 티타임에서 빠질 수 없는 뒷담화! 맘카페 엄마들의 식후 뒷담화를 꽁트로 재연하고, 비슷한 공감대를 가진 청취자를 전화 연결한다.

### 목요일
- 정오의 초대석 : 인기 가수의 라이브 노래와 재미있는 입담으로 점심 식사 후 나른함을 쫓아낸다.
- 공감 톡! 웃음 톡! : 단순하지만 깊은 공감을 느낄 수 있는 주제를 선정해 청취자 문자를 받는 코너.

### 금요일
- 우리끼리 대나무숲 : 식후 티타임에서 빠질 수 없는 뒷담화! 직장인의 식후 뒷담화를 꽁트로 재연하고, 비슷한 공감대를 가진 청취자를 전화 연결한다.